# Cortometraje
Un cortometraje (llamado coloquialmente corto) es una producción audiovisual cinematográfica que habitualmente no dura más de media hora, pudiendo durar incluso menos de un minuto. Los géneros de los cortometrajes abarcan los mismos tipos que los de las producciones de duración mayor, pero debido a su coste menor se suelen usar para tratar temas menos comerciales o en los que el autor tiene una total libertad creativa. Muchos jóvenes creadores usan estos para dar sus pinitos en la industria cinematográfica y bastantes directores de cine consagrados hoy en día comenzaron con sorprendentes cortometrajes que los impulsaron a la fama.

## Historia
Las comedias cortas eran especialmente populares e, inicialmente, algunas de ellas se presentaron como series (como las películas La Pandilla o los cortos de Charlie Chaplin). Entre los primeros trabajos que pueden considerarse cortometrajes pueden mencionarse: la comedia de situación o los trabajos realizados por cómicos como Laurel y Hardy, Charlie Chaplin y Buster Keaton todos «graduados» de universidades).
Los dibujos animados son principalmente cortometrajes. Virtualmente todas las empresas de producción importantes tuvieron las unidades asignadas para desarrollar y producir cortometrajes mejores y educativos, con una moraleja en el final.
En la actualidad, el abaratamiento de las nuevas tecnologías digitales y su acercamiento a la producción no profesional, ha supuesto una revolución en el mundo del cortometraje, en el que los jóvenes realizadores pueden comenzar eludiendo los grandes gastos que hasta ahora suponía la realización de estas obras.
La realización de cortometrajes prolifera de forma eminentemente autodidacta puesto que no es un género definido en el que existan cánones establecidos. Por este motivo, el denominado «corto» es una plataforma de impulso de los nuevos estilos narrativos y visuales. La transgresión de las normas clásicas de la cinematografía tiene cabida en estas obras.
Uno de los problemas a los que se enfrentan los cortometrajistas es la ausencia de un mercado definido para estas obras. Son aún pocos los circuitos de exhibición comercial de cortometrajes pese a que, por otro lado e irónicamente, los concursos y Festivales de este género proliferan cada año. Internet está suponiendo cada vez más una plataforma de difusión del cortometraje. De hecho, el cortometraje se ha convertido en uno de los formatos que mejor se adapta a Internet. Sus características (corta duración y producción menos compleja) se adapta a las necesidades de los espectadores. Si bien la comercialización de cortos ha sido siempre más difícil que la de los largometrajes, ahora esta situación ha cambiado, y «colgar» una obra de este tipo en la red permite que los internautas puedan acceder a unas piezas audiovisuales antes apenas accesibles, con lo que aumenta considerablemente su visibilidad y a la postre, su mercado. Por otra parte, el desarrollo vivido por el cortometraje con la aparición de las nuevas tecnologías ha servido para que guionistas, directores, actores y productores de este tipo de obras hayan posicionado sus cortos como un género independiente del largometraje y lo hayan desvinculado de la idea de que estas obras son un paso previo hacia las películas de larga duración. Los cortos duran entre 5 y 20 minutos aproximadamente.
Unos cuantos cortos animados pueden ser distribuidos comercialmente. Por citar ejemplos, Pixar ha hecho cortometrajes a partir de 1995. Desde entonces Disney adquirió Pixar en 2005, Disney también ha producido cortos animados desde entonces y produjo una serie de imagen real unos presentando Los Muppets para ver en YouTube. 
Shorts Internacional y Magnolia Cuadros organiza una liberación anual de Premio de Academia nominó cortometrajes en teatros a través de los Estados Unidos, Reino Unido, Canadá y México.
Los costes de producción son más bajos en los cortometrajes comparados a largometrajes de presupuesto más alto. Por ejemplo, la película Angry Birds la cual tuvo un presupuesto muy elevado de 100 000 dólares. Si tenemos en cuenta esto, el presupuesto más alto para un cortometraje ha sido cerca de 20 000 dólares.
En la actualidad son varias las plataformas dedicadas en exclusiva a promocionar el formato del cortometraje, entre las que destacan Cortos de Metraje, Playcortos o Cortorama, entre otras.

## La definición de cortometraje
La frontera entre cortometraje, mediometraje y largometraje puede variar según la definición:
- en Francia, el Centro Nacional del Cine y la Imagen Animada (CNC) de Francia se basa en un decreto oficial que data de 1964,[6] que define el cortometraje como una película cuyo metraje no supera los 1600 m en 35 mm (o la longitud equivalente en otros formatos), es decir, una duración aproximada de 59 minutos. En otros países, la definición (duración) no es necesariamente la misma.
- Sin embargo, según Gilbert Cohen-Séat, "sea cual sea el contenido de una película o su naturaleza, las películas con una duración inferior a 900m (menos de 33 min) se denominan "cortometrajes", menos de tres rollos, en 35mm), y "largometrajes" son los que superan 2400m (más de 1 hora 28 min, más de ocho rollos)".[7]
- Las películas de más de 30 minutos suelen denominarse «mediometraje» y no siempre se aceptan en los festivales de cortometrajes;
- Desde hace algunos años, las películas que no duran más de tres minutos, sin incluir título y créditos, se denominan cortometrajes muy cortos. Un festival se ha convertido en la referencia para este tipo de formato: el Très Court International Film Festival que se celebra cada año en todo el mundo y simultáneamente, a principios de junio ;
- En inglés, se denomina feature film, y su duración es superior a 40 minutos. Por debajo de 40 minutos, es un cortometraje, llamado featurette film, o cortometraje, y por debajo de tres minutos, un nanometraje.

## Época moderna
Algunos cortos de animación continúan dentro de la corriente principal de distribución comercial. Por ejemplo, Pixar ha proyectado un corto junto con cada uno de sus largometrajes durante su exhibición inicial en salas desde 1995 (produciendo cortos permanentemente desde 2001). Desde que Disney adquirió Pixar en 2006, Disney también ha producido cortometrajes de animación desde 2007 con el corto de Goofy How to Hook Up Your Home Theater'] y ha producido una serie de acción real protagonizados por Los Teleñecos para su visionado en YouTube como vídeos virales para promocionar la película de 2011 del mismo nombre.
DreamWorks Animation a menudo produce una secuela corta para incluir en los lanzamientos de vídeo de edición especial de los principales largometrajes, y son típicos de una longitud suficiente para ser emitidos como un Especial de televisión, unas pocas películas del estudio han añadido cortos teatrales también. Warner Bros. suele incluir cortos antiguos de su considerable biblioteca, conectados solo temáticamente, en los lanzamientos en DVD de películas clásicas de WB. Entre 2010 y 2012, Warner Bros. también lanzó nuevos cortos de Looney Tunes antes de las películas familiares.
Shorts International y Magnolia Pictures organizan un estreno anual de cortometrajes nominados a los Premios de la Academia en salas de Estados Unidos, Reino Unido, Canadá y México a lo largo de febrero y marzo.
Los cortometrajes se emiten ocasionalmente como filler cuando un largometraje u otra obra no encaja en el horario estándar de emisión. ShortsTV fue el primer canal de televisión dedicado a los cortometrajes.
Sin embargo, los cortometrajes suelen depender de la exhibición en festivales de cine para llegar al público. Estas películas también pueden distribuirse a través de Internet. Ciertos sitios web que fomentan la presentación de cortometrajes creados por los usuarios, como YouTube y Vimeo, han atraído a grandes comunidades de artistas y espectadores. Sitios como Omeleto, FILMSshort, Short of the Week, Short Films Matter, Short Central y algunas aplicaciones muestran cortometrajes comisariados.
Los cortometrajes son una primera etapa típica para los nuevos cineastas, pero los actores y equipos profesionales a menudo siguen optando por crear cortometrajes como una forma alternativa de expresión. El cine aficionado ha crecido en popularidad a medida que los equipos se han vuelto más accesibles.
Los costes de producción más bajos de los cortometrajes a menudo significan que los cortometrajes pueden cubrir temas alternativos en comparación con largometrajes de presupuesto mayor. Del mismo modo, las técnicas cinematográficas poco convencionales, como la Pixilación o las narraciones sin diálogos, son más frecuentes en los cortometrajes que en los largometrajes.
El Tropfest pretende ser el mayor festival de cortometrajes del mundo. Tropfest se celebra actualmente en Australia (su lugar de origen), Arabia, Estados Unidos y otros países. Originado en 1993, Tropfest es a menudo acreditado como responsable, al menos en parte, de la reciente popularidad de los cortometrajes a nivel internacional. También Couch Fest Films, parte de Shnit Worldwide Filmfestival, afirmó ser el festival de cortometrajes de un solo día más grande del mundo.
Entre los festivales de cine más antiguos dedicados al cortometraje se encuentran el Festival Internacional de Cortometrajes de Clermont-Ferrand, Francia (desde 1979), el Festival de Cine de Tampere, Finlandia (desde 1969) y el Festival Internacional de Cortometrajes de Oberhausen, Alemania (desde 1954). Todos ellos siguen considerándose hasta la fecha el festival de cortometrajes más importante del mundo.
Short Film Conference (SFC) existe desde 1970 como organización sin ánimo de lucro para unir a la comunidad mundial del cortometraje. Su red está formada por cientos de miembros que representan a más de 40 países de todo el mundo. Las actividades de la SFC abarcan desde la organización de eventos del sector y la conferencia anual hasta el seguimiento y la investigación de la industria del cortometraje, la información a sus profesionales y la defensa de los derechos de los cortometrajes y sus creadores. The Short Film Conference's Code of Ethics ofrece directrices a tener en cuenta por los festivales de cortometrajes.

## Modos de distribución de los cortometrajes
Los cortometrajes suelen tener  modos de distribución alternativos en comparación con los  canales de distribución convencionales para los largometrajes. El cortometraje goza de cierto interés por festivales especializados (en soporte físico o digital), así como en Internet, donde hay sitios web que se dedican a ellos. 
Cabe destacar los esfuerzos de  algunos distribuidores para promover el cortometraje: se pueden ver programas compuestos únicamente de cortometrajes en algunas salas de cine. En Francia, el canal de televisión pública France 3, emite el programa  Libre Court que ha recibido galardones desde 1992.  Este formato también se beneficia del desarrollo de la televisión por cable y vía satélite, con varios canales comprando y transmitiendo regularmente cortometrajes. Finalmente, el hoy casi obsoleto formato DVD ofrecía nuevos formatos para estas películas, en forma de suplementos o DVDs dedicados a ellos exclusivamente.
La editorial Editions Yellow Now publicó en 2004 Une encyclopédie du court métrage français (Una Enciclopedia del cortometraje francés).

## Algunos datos
- El cortometraje más corto que obtuvo visado de estreno en Estados Unidos fue Soldier Boy, dirigido por Les Sholes y de 7 segundos.[14]
- En 1993, Omnibus, de Sam Karmann, ganó el Oscar al mejor cortometraje de acción real y la Palma de Oro del Festival de Cannes para cortometrajes.
- Le Mozart des pickpockets, de Philippe Pollet-Villard, y Logorama, del estudio H5, fueron los dos cortometrajes franceses que ganaron simultáneamente el Óscar al mejor cortometraje de acción real y el César al mejor cortometraje, en 2008 y 2011 respectivamente.[15][16]
- En 2012, el cortometraje de Hélène Médigue C'est pas de chance, quoi! sobre el autismo, fue comprado y emitido por France Télévisions, seleccionado para el 35º Festival Internacional de Cortometrajes de Clermont-Ferrand, proyectado en París por Sophie Dulac y en varios festivales internacionales. Hélène Médigue C'est pas de chance quoi! vidéo officielle Youtube.com
- En 2013, el cortometraje Avant que de tout perdre, de Xavier Legrand, ganó los cuatro premios principales del Festival Internacional de Cortometrajes de Clermont-Ferrand (Grand Prix National, Prix du Public, Prix de la Presse, Prix de la Jeunesse).[17]
- Desde su estreno en 2013, el cortometraje Lapsus dirigido por Karim Ouaret, que ha ganado 84 premios y más de 116 nominaciones en todo el mundo, se ha convertido en una de las películas francesas más premiadas de todos los tiempos.[18]
- En 2014, el cortometraje Lines, de Amy Jo Johnson, ganó multitud de premios en numerosos festivales y recibió una gran acogida por la crítica.[19][20][21]
- En 2014, el cortometraje Fatal, de Karine Lima, recibió 12 nominaciones y 5 premios.[22][23][24]
- En 2015, Madame est bonne! dirigido por Vincent Vitte, Adrien Rogé y Daniel Cohen-Séat se convirtió en el cortometraje más apoyado en Francia en una plataforma de financiación participativa, con 22.040 euros recaudados.[25][26]
- En 2015, con más de 30 millones de visitas en YouTube, Kung Fury, de David Sandberg,  fue el cortometraje más visto en la historia de la plataforma.[27][28]
- En 2017, In a Heartbeat, de Esteban Bravo y Beth David, se convirtió en el cortometraje más visto de la plataforma Youtube en todas las categorías, con 40 millones de visualizaciones.[29]